# Philinidae
Famille
Synonymes
- Bullaeidae Rafinesque, 1815[2] [3]

Les Philinidae sont une famille de gastéropodes de l'ordre des Cephalaspidea (limaces de mer).

## Liste des genres
Selon World Register of Marine Species (24 mars 2015) :
- genre Globophiline Habe, 1958
- genre Philine Ascanius, 1772
- genre Philinorbis Habe, 1950
- genre Spiniphiline Gosliner, 1988
- genre Yokoyamaia Habe, 1950